# Lishui, Nanjing
Lishui är ett förortsdistrikt i Nanjing i Jiangsu-provinsen i östra Kina.
- Wikimedia Commons har media som rör Lishui, Nanjing.